# Irbid kormányzóság

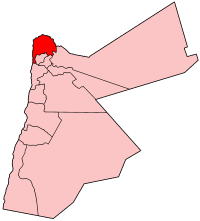
Irbid kormányzóság elhelyezkedése Jordánián belül

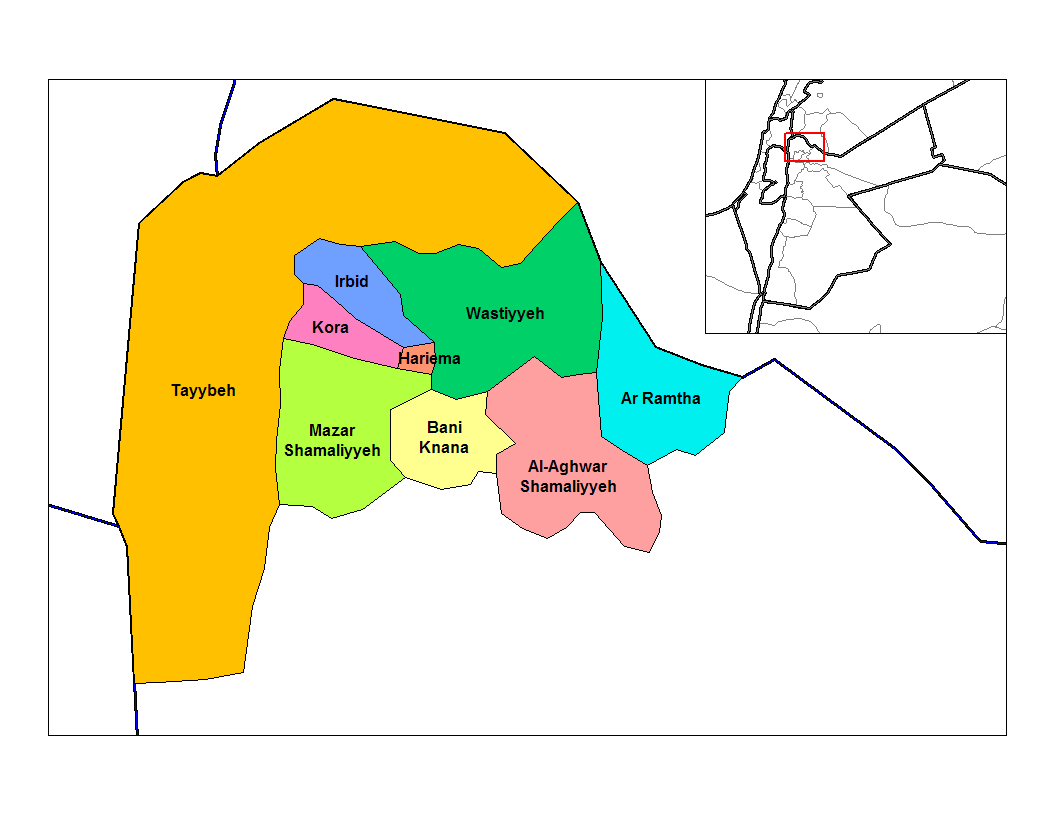
A tartomány körzetei

Irbid kormányzóság (arabul محافظة إربد [Muḥāfaẓat Irbid]) Jordánia tizenkét kormányzóságának egyike. Az ország északnyugati részén fekszik. Északon Szíria (részben az izraeli megszállás alatt álló Golán-fennsík), keleten el-Mafrak, délen Dzseras, Adzslún és el-Balká kormányzóság, délnyugaton a Palesztina részét képező Ciszjordánia, északnyugaton pedig Izrael határolja. Székhelye Irbid városa. Területe 1 621 km², népessége 950 695 fő. Kilenc körzetre (livá) oszlik (el-Agvár es-Samálijja, Bani Kinána, Bani Ubajd, el-Kaszaba, el-Kúra, el-Mazár es-Samáli, er-Ramsza, at-Tajjiba, al-Vaszatijja).